# 小狐茅状雪灵芝
小狐茅状雪灵芝（学名：Arenaria festucoides var. imbricata）为石竹科无心菜属下的一个变种。